# Dresdenski triptih
Dresdenski triptih (ali Devica z otrokom, sv. Mihaelom in sv. Katarino ter donatorjem ali Triptih Device in otroka) je zelo majhen triptih staronizozemskega slikarja Jana van Eycka. Sestavljen je iz petih posamičnih podob: osrednja notranja tabla in dve dvostranski krili poslikani z dveh strani. Datiran je z letom 1437, hranjen pa v Dresdnu v stalni zbirki Galerije slik starih mojstrov, s tablami, ki so še vedno v prvotnih okvirih. Gre za edini celovito ohranjeni triptih, ki ga pripisujejo Van Eycku. Gre tudi za edino slikarsko delo, ki ni portret, ki ga je podpisal z osebnim geslom ALC IXH XAN ('Naredim, kot lahko oz. zmorem'). Triptih lahko kronološko postavimo na sredino njegovega danes znanega opusa. Odmeva številne motive njegovih zgodnejših del, hkrati pa kaže napredek sposobnosti obvladovanja globine prostora ter vzpostavlja ikonografske elemente marijanskih podob, ki so postale razširjene v drugi polovici 15. stoletja. Elisabeth Dhanens triptih opisuje kot "najbolj očarljivo, občutljivo in privlačno delo Jana van Eycka, ki je ohranjeno".
Podobi na dveh zunanjih krilih vidimo, ko je triptih zaprt: Devica Marija in nadangel Gabriel sta prikazana v prizoru Oznanjenja, ki je na slikanem v grizaju, ki zaradi skoraj enobarvnosti daje vtis, kot da sta figuri izklesani. Tri notranje table (odprt oltar) prikazujejo figure postavljene v cerkveno notranjost. Na osrednji notranji tabli sedi Marija in ima v naročju otroka Jezusa. Na levem krilu nadangel Mihael Mariji predstavlja klečečega donatorja, na desnem pa sveta Katarina Aleksandrijska bere molitvenik. Notranje table so orisane z dvema slojema naslikanih bronastih okvirjev, z večinoma latinskimi napisi. Besedila so črpana iz različnih virov, v osrednjem okvirju gre za svetopisemski opis Vnebovzetja, medtem ko so notranja krila obkrožena z zapisanimi drobci molitev, posvečenimi svetnikoma Mihaelu in Katarini.
Delo je bilo verjetno namenjeno zasebni pobožnosti, morda kot prenosni oltar potujočega klerika. Da so okvirji tako bogato okrašeni z latinskimi napisi, pomeni, da je bil donator, katerega identiteta je danes izgubljena, zelo izobražen in kultiviran. Zaradi pomanjkanja ohranjenih dokumentarnih dokazov o naročilih iz 15. stoletja se identitete donatorjev pogosto ugotavljajo preko virov, ki jih zberejo sodobni umetnostni zgodovinarji. Na tem triptihu so našli poškodovane grbe na robovih notranjih kril in jih identificirani z grbom rodbine Giustiniani iz Genove, ki je vzpostavila trgovinske povezave z Bruggeom že sredi 14. stoletja.

## Izvor in pripis
Dresdenski triptih je bil verjetno v posesti družine Giustiniani do konca 15. stoletja. Omenjen je v zapisu z dne 10. maja 1597, ki govori o nakupu Vincenza Gonzage, mantovanskega vojvode, nato pa je bil leta 1627 skupaj z zbirko Gonzaga prodan angleškemu kralj Karlu I.. Po Karlovem padcu in usmrtitvi je slika prišla v Pariz v last Eberharda Jabacha, kölnskega bankirja in trgovca z umetninami, ki deluje za Ludvika XIV. in kardinala Mazarina. Leto po Jabachovi smrti leta 1695 je prešel k volilnemu knezu Saške in se nato leta 1754 pojavil v popisu Dresdenske zbirke pripisan Albrechtu Dürerju, dokler ga nemški zgodovinar Aloys Hirt leta 1830 ni pripisal van Eycku. Sredi 19. stoletja ga dresdenski katalogi najprej pripišejo Hubertu van Eycku (um. 1426), nekaj let kasneje pa Janu.
Van Eyck je podpisal, datiral in dodal svoje geslo na osrednjo tablo, kar je bilo odkrito šele, ko je bil okvir odstranjen med obnovo sredi 20. stoletja, in potrjeno z odkritjem podpisa, ki je postavljen ob z besedami IOHANNIS DE EYCK ME FECIT ET C [OM] PLEVIT ANNO D [OMINI MCCCCXXXVII. ALC IXH XAN ('Jan Van Eyck me je naredil in dokončal leta 1437. Kot je znal'). Beseda 'dokončano' (complevit) lahko nakazuje datum zaključka, ker pa so mojstri slikarstva tiste dobe običajno imeli delavnice za pomoč pri večjih delih, lahko besedilo razumemo kot agresivno družbeno ambiciozno; morda arogantni mojster slikar, ki je nakazal, da so bili njegovi pomočniki v delavnicah malo vpleteni v table in da je bil v prvi vrsti odgovoren za njegovo zasnovo in izvedbo. Ta pogled je podkrepljen z dejstvom, da je edini "neportret", ki vsebuje van Eyckovo geslo, ALC IXH XAN. Do odkritja podpisa je bil del različno datiran v zgodnji del od 1420-ih do njegovega poznejšega obdobja v poznih 1430-ih. Ker so table tako definitivno pripisane, se pogosto uporabljajo kot preizkusni kamen za van Eyckova dela; obstajajo številni očitni slogovni dosežki, vključno z vrsto vitražnih oken in letvic okoli arkad ter njegovo sposobnost upravljanja s perspektivo, s pomočjo katere lahko ugotovimo ali druga dela vsaj triptih predstavljajo pred datumom.
Osrednjo tablo so pogosto primerjali z njegovo nepodpisano in nedatirano Lucca Madona iz c. 1436. To delo odseva osrednjo tablo Dresdenskega triptiha v številnih pogledih, vključno s temno zeleno krošnjo, figuro in položajem Marije, močno prepognjeno obleko, oranžnimi in rjavimi pigmenti tal, geometrijsko preprogo lesene rezbarije. Lucca Madona naj bi bila portret umetnikove mnogo mlajše žene Margarete.

## Opis
Delo je visoko 33 cm, krila so široka po 13,5 cm, osrednja slika pa 27,5 cm. Zaradi majhnega formata to zagotovo ni oltarna slika za cerkev, temveč mali oltar namenjen zasebni pobožnosti. Kljub temu je triptih podoben svojim odličnim modelom, to velja tudi za poslikan hrbtni del stranskih kril, ki kažejo posten motiv z Marijinim oznanjenjem  Originalni okvirji so ohranjeni. Inventarna številka državnih umetniških zbirk v Dresdnu je Gal.-Nr. 799.

### Krila
Trije paneli kažejo čelni prerez triladijske cerkvene notranjosti. Na sredini lahko vidite Marijo z dojenčkom Jezusom in na levi klečeči ustanovitelj skupaj z nadangelom Mihaelom. Na desni tabli je prikazana sveta Katarina z njenimi atributi, kolesom, mečem in knjigo - pomembnimi predmeti okoli njene legende.
Madona je ustoličena na prestolu sredi triladijske bazilike ovita v obsežen rdeč plašč z otrokom Jezusom v naročju, njen prestol je tam, kjer se običajno nahaja oltar. Tla prekriva mozaik, pred prestol je postavljena orientalska preproga. Barvni marmornati stebri ločujejo Madono od ostalih figur, upodobljenih na stranskih krilih. Po srednjeveški tradiciji je Van Eyck v ladjo postavil preveliko Madono. Ena njegovih zgodnejših upodobitev te vrste je Madona v cerkvi (okoli 1425, Staatliche Museen zu Berlin).
Na hrbtni strani kril je v grizaju naslikan prizor Oznanjenja: nadangel in Marija sta naslikana kot kipa v nišah in na podstavkih obrnjena drug proti drugemu.

## Arhitektura
Prikazana notranjščina cerkve je oblikovana v mešanem romansko gotskem slogu. Nad Marijo je nadstrešek, ladja pa je ozka, komaj dovolj široka zanjo - Marija je predimenzionirana glede na velikost cerkvene ladje. Obzidana je z dvema vrstama stebrov, ki jo povezujejo polkrožni loki. Stebri so različno iz roza, rdečega in vijoličnega marmorja. Kapiteli so okrašeni z umetelnimi kiparskih okrasom oz. reliefi, nad njimi so kipi dvanajst apostolov pod majhnimi baldahini. Obok je viden v stranskih ladjah, ne pa tudi v osrednji ladji. Številni implicitni presledki niso vidni gledalcu. Osrednja tabla vsebuje dva na obeh straneh stebrov, drugi vodijo z balkona nad prestolom, na zadnjem delu obeh kril pa so nevidni izhodi v hodnike. Vzhodna okna v desnem krilu so podobna tistim v van Eyckovi Rolinovi Madoni.
Prostorska globina osrednje table pomeni napredek v van Eyckovi tehniki, še posebej v primerjavi s podobnimi tablami iz Diptiha Oznanjenja iz 1436 ali Van der Paeleja, ki sta oba razmeroma ravna. Globino prostora doseže s takšnimi napravami, kot je postavitev Device na skrajni konec slikovnega prostora, zaradi česar je videti manjša in na videz oddaljena ter poudarja umikajoče se črte preproge, tako da jih postavlja proti vzporednicam z gubami njene obleke. Perspektivo nadalje doseže z zaporedjem stebrov, ki se raztezajo nazaj s prestola. To je še posebej opazno pri postavitvi prestola v primerjavi s tablami Lucca Madonne in van der Paeleja.
Kot pri prejšnjih slikah notranjosti van Eycka tudi ta stavba ne temelji na točno določeni arhitekturi, temveč predstavlja izmišljeno in idealizirano arhitekturo na osnovi njegovih predstav o popolnem in reprezentativnem arhitekturnem prostoru. To dokazujejo številne značilnosti, ki bi bile v dejanski sodobni cerkvi malo verjetne, na primer skulpture, ki so bile bolj sekularne narave. Pri podrobnem opisovanju strukture je zelo pozoren na sodobne modele, ki jih je morda kombiniral z elementi iz starodavnih stavb. Stebri imajo 'visoko prizmatične baze', ki jih najdemo v zgodnjih cerkvah in na Konstantinovem slavoloku. Craig Harbison meni, da gledalca, ker notranjost ne temelji na dejanski zgradbi, ne obremenjujejo predsodki, metoda, ki morda odpira 'fiziološki' učinek slike. Po njegovem mnenju table zajemajo trenutek, ko je donatorjeva molitev in pobožnost nagrajena s prikaznijo Device in otroka. Novost in neverodostojnost razmer poudarja nerealna velikost Device v primerjavi z okolico.
Svetloba ima osrednjo vlogo na vseh tablah, do mere, ki je skoraj primerljiva z Van Eyckovo Madono v cerkvi. Loki in stebri se kopajo v dnevni svetlobi, kar odseva besedilo napisov okoli osrednjega okvirja, ki se nanašajo na svetlobo in osvetlitev. Van Eyck je zelo pozoren na nasičene učinke in gradacije svetlobe, ki vstopa z leve in se širi po srednjih območjih vsake table. Pogosto je s svetlobo označeval božansko eterično prisotnost. Ker so implicitni prostori, ki jih najdemo na obeh straneh Marije in vodijo v vsako od krilnih tabel, obsijani s to svetlobo, jih lahko vidimo kot kanale za božansko.
Triptih je vplival na oltarni del Oltarja sedmih zakramentov Rogierja van der Weydna iz leta 1445–50 v številnih pogledih, najbolj očitno v neupoštevanju obsega, zlasti z Marijino velikostjo glede na druge figure in arhitekturo, ki jo obdaja. Van der Weyden idejo še naprej razvija, postavi veliko razpelo, ki se dviga nad figurami in skoraj sega v višino osrednje table.

## Donator
Identiteta donatorja ni bila ugotovljena, čeprav je bilo v zadnjih 200 letih podanih več predlogov. Harbison meni, da majhne dimenzije kažejo na to, da je bil prenosni oltar in ne zgolj zasebno pobožno delo, zato ga je naročil kak duhovnik. Drugi umetnostni zgodovinarji trdijo, da je bil donator morda genoveški trgovec. Temu prepričanju je namigovala podobnost triptiha z oltarno sliko Device in otroka Giovannija Mazoneja v Pontremoliju v Toskani, ki jo je morda postavil v italijansko regijo Ligurija najkasneje do konca 15. stoletja. Poškodovani grbi na notranjih okvirih so povezani z družino Giustiniani, ki je bila znana po vzpostavljanju trgovskih vezi z Bruggeom v 14. in 15. stoletju. Če jih družina ni naročila, zgodovinski zapisi pripisujejo delo vsaj v njihovo posest do konca stoletja. V zgodnjih 1800-ih je Frances Weale poskušal postaviti Micheleja Giustinianija za donatorja, vendar kasnejše zgodovinske raziskave niso mogle preveriti njegove prisotnosti v Bruslju okoli leta 1437 in zdi se, da se je do Italije vrnilo do leta 1430.
Tehnični pregled sredi dvajsetega stoletja je pokazal, da so bili grbi Giustiniani morda naslikani čez zgodnejše heraldične oblike, morda že v 15. stoletju, katerega pomen in zgodovina sta zdaj izgubljeni. Dhanens teoretizira, da je član družine Giustiniani morda ustanovil druga združenja s sv. Mihaelom in sv. Katarino, pri čemer je napredoval, da je bil član italijanske družine Rapondi, katere trgovska hiša v Parizu je dobila ime po sveti Katarini. Njuna hči, tudi imenovana Katarina, se je poročila z italijanskim trgovcem Michelom Burlamacchijem (flamsko Bollemard) iz Lucce, ki je bil dejaven v Bruggeu. Na podlagi te Dhanensove teorije je bil del naročen kot poročno darilo za par. Dokumenti kažejo, da so tkalci v Werviku plačevali davke Katarini Rapondi in septembra 1434, ko je bil Burlamacchi davkar v tem mestu, je Van Eyck dobil denarno nadomestilo, financirano iz lokalnih davčnih računov, kar kaže na povezavo. Dhanens priznava, da je identiteta donatorja izgubljena, vendar o delu pravi, da »bi to lahko bilo darilo moža ženi, obljuba njegove naklonjenosti v času njegove odsotnosti; ali pa darilo žene možu zaradi zaščite na potovanjih«.

## Stanje
Triptih je v slabem stanju, utrpel je škodo in izgubil veliko barve ter je bil večkrat restavriran. Zunanji leseni okvirji, prvotno pobarvani v siv in rumen marmor, so bili kasneje v 16. ali 17. stoletju prebarvani v črno-rdečo obliko, ko je »umetna želva, ki je posnemala takrat moden furnir, zamenjala prejšnjo shemo jaspisove barve«. V 1840-ih letih je bil notranjim okvirjem za zaščito dodan ebenovinasti okvir. Izvedena so bila obsežna popravila barve Marijine obleke, z velikimi deli njene obleke, ki jo je leta 1844 popravil slikar Eduard Bendemann. Močno poškodovani grbi so bili retuširani medtem ko so okviri utrpeli okvare in so na območjih prebarvani. Slika je bila po drugi svetovni vojni odnesena v Moskvo. Vrnili so jo leta 1959, potem ko so jo očistili, obnovili in opravili pregled v laboratoriju. Ta postopek je razkril napis ALC IXH XAN na notranjem kalupu osrednjega okvirja pred ploščicami, ko je bil odstranjen sloj rjave barve. Prostor je bil odstranjen med obnovo leta 1959.